# Русские раненые в оккупированной Москве в 1812 году
Русские раненые в оккупированной Москве в 1812 году были оставлены отступающей русской армией по принятому в то время военному обычаю на милость победителя.
Усилия военного командования, медицинской и интендантской служб для эвакуации всех раненых и больных по меркам начала XIX века оказались несопоставимы с размахом и характером войны 1812 года. В результате командование было вынуждено оставить в Москве от 10 до 15 тыс. человек (примерно столько же было эвакуировано), бо́льшая часть которых была нетранспортабельна.
В дальнейшем часть из них погибла при пожаре, часть умерла из-за отсутствия медикаментов, от голода и от рук неприятеля. Значительная часть раненых и больных пополнила ряды пленных и была этапирована в неприятельский тыл, причём, большинство из них погибло в дороге. Отдельные раненые, лишённые средств к существованию, участвовали в актах мародёрства и грабежах. Ко времени освобождения Москвы в ней оставалось от 2,5 тыс. русских раненых и больных, непосредственно находившихся в госпиталях и больницах города.
Следует также отметить, что почти аналогичная ситуация произошла с ранеными и больными Великой армии. Подсчитать их общее число не представляется возможным, так как, кроме изначально доставленных 20 тыс. человек, в неё периодически доставлялись и раненые в результате боестолкновений с русскими в течение всего времени оккупации Москвы, а смертность среди них была чрезмерно высока. Во время отступления Великой армии часть раненых и больных пришлось также оставить в Москве на попечение русской армии.

## В историографии
Тема судьбы русских раненых, оставленных в Москве отступающей русской армией, с начала 20-х годов XIX века из исторического или военно-исторического интереса перетекла в политическую и идеологическую полемику. В конце XX века в среде российских историков эта тема приобрела особую полемическую заострённость. По мнению профессора В. Н. Земцова, данный вопрос «давно стал предметом не только научного, но и общественного внимания».

## Предыстория

### Эвакуация раненых накануне сдачи Москвы
Накануне сдачи Москвы Наполеону, в ней по разным оценкам могло находиться от 25 до 30 тыс. раненых и больных русских солдат и офицеров (А. И. Михайловский-Данилевский указывает на число в 31 тыс., а по мнению польского историка М. В. Кукеля — 36 тыс. человек). Кроме постоянных госпиталей они были размещены во временно учреждённых госпиталях и по квартирам. Некоторые, по свидетельствам современников, оставались лежать во дворах домов и даже на улицах.
Распоряжение об их экстренной эвакуации госпитальные служащие неожиданно стали получать 1 (13) сентября примерно с 9 часов вечера. Генерал-кригскомиссар генерал-лейтенант А. И. Татищев в полночь получил от военного министра генерала от инфантерии М. Б. Барклая де Толли приказ:
Находящихся в Москве раненых и больных стараться всеми мерами тотчас без малейшего замедления перевести в Рязань
Однако, интендантского транспорта было крайне недостаточно и на нём вывозили только тяжело раненых. Те, кто мог идти самостоятельно колоннами выдвигались в сторону Владимира и Коломны. Между тем, транспорта не хватало и для всех тяжело раненых. Кроме того, по свидетельству генерал-интенданта 1-й армии Е. Ф. Канкрина, случалось, что на некоторых фурах, вместо раненых, «везли жён вахтёров, шкафы, сундуки и мебели». Когда раненный в Бородинском сражении генерал-майор граф М. С. Воронцов прибыл в свой дом в Москве и увидел, что 200 подвод были нагружены его имуществом, то он тотчас распорядился разгрузить всё обратно, а на телегах разместить раненных солдат и офицеров своей 2-й сводно-гренадерской дивизии (более 300 солдат и около 50 офицеров), которые были отправлены на излечение в его имение Андреевское.

### Переговоры с французами относительно оставляемых раненых
Эвакуация раненых проходила в течение всей ночи до утра 2 (14) сентября. Тем же утром командующему русским арьергардом генералу от инфантерии М. А. Милорадовичу было дано распоряжение заключить с неприятелем перемирие на 24 часа, «дабы успеть вывести раненых из столицы».
Однако, когда выяснилось, что всех вывести не удастся, дежурный генерал Главного штаба русской армии полковник П. С. Кайсаров послал к командующему французским авангардом маршалу И. Мюрату парламентёром штабс-ротмистра лейб-гвардии Гусарского полка Ф. В. Акинфова с запиской, в которой указал, что «9000 оставленных в Москве раненых и больных поручаются великодушному попечению французских войск». Мюрат ответил, что данное поручение «напрасно», так как «французы в пленных неприятелях не видят уже врагов».
Тем же утром сам главнокомандующий русской армией генерал-фельдмаршал М. И. Кутузов передал маршалу Л. А. Бертье письмо на французском языке, в котором писал, что «по принятому на войне обычаю русские больные и раненые, находящиеся в столице, поручались в покровительство завоевателей». Его содержание предписывалось разослать на все французские аванпосты.

## Русские раненые в оккупированной Москве

### Оставленные раненые
Оставление раненых и больных произвело удручающее впечатление на проходившие через Москву русские войска. По словам бывшего на тот момент начальником Главного штаба 1-й Западной армии генерал-майора А. П. Ермолова, — «Душу мою раздирал стон раненых, оставляемых во власти неприятеля». Находившийся тогда в жёсткой конфронтации с Кутузовым главнокомандующий и управляющий по гражданской части в Москве граф Ф. В. Ростопчин 1 (13) сентября (11:30 вечера), возлагая вину на военачальников, в письме своей жене с негодованием писал, — «22.000 раненых бросают». Е. Ф. Канкрин высказывался, что «больные и раненые были брошены на произвол судьбы». Бывший на тот момент квартирмейстером 1-го резервного кавалерийского корпуса К. Клаузевиц вспоминал, что «Самое тягостное зрелище представляло множество раненых, которые длинными рядами лежали вдоль домов и тщетно надеялись, что их увезут».
4 (16) сентября в 19-м бюллетене Великой армии Наполеон объявил, что в Москве «в госпиталях находится 30 тыс. раненых и больных русских, брошенных без какой-либо помощи и без продовольствия». Однако, число это, как отмечают позднейшие исследователи, является явно завышенным. 7 (19) сентября, принимая в Кремле главного надзирателя Императорского воспитательного дома И. А. Тутолмина, Наполеон уже заявлял, что в Москве русскими было оставлено 10 (в передаче Тутолмина) или 20 (в передаче секретаря-архивиста Наполеона А. Ж. Ф. Фэна) тысяч раненых и больных.
Ряд исследователей сходятся в одном, что сколько было эвакуировано, а сколько оставлено русских раненых и больных в Москве, подсчитать практически невозможно. Е. Ф. Канкрин писал, что «сколько можно было посадить раненых на повозки — посажено <…> много, кажется, оставалось больных, которых поднять уже не было возможности». В Главном военном госпитале, по свидетельству главного хирурга Великой армии Ж. Д. Ларрея, инспектировавшего московские госпитали, было оставлено «очень малое число больных». По заявлению Ф. В. Ростопчина, на 4 тыс. подвод были отправлены от 16 до 17 тыс. человек, а в Москве были оставлены 2 тыс. раненых. По сообщению А. И. Михайловского-Данилевского, — «Недостаток в подводах увеличивался <…> Не взирая на все усилия гражданского начальства, принуждено оно было покинуть в Москве до 10,000 раненых». То же число приводит и польский историк М. Кукель. Французский историк А. Тьер указывал, что русские, уповая на гуманность французов, оставили в Москве до 15 тыс. своих раненых и больных.
Историк Н. А. Троицкий, при возложении ответственности за сожжение Москвы на М. И. Кутузова и Ф. В. Ростопчина, указывал на то, что в ней оставалось 22,5 тыс. русских раненых солдат и офицеров. Однако это мнение было подвергнуто резкой критике ряда других историков (Ю. Н. Гуляев, А. А. Смирнов, В. Н. Земцов и др.), так как упоминаемое в источниках число «22 500» относится к находившимся в Москве раненым и больным до начала их эвакуации.
По мнению В. Н. Земцова, в общей сложности из Москвы были эвакуированы на подводах или выбрались самостоятельно не менее половины всех раненых и больных русских солдат и офицеров, то есть — от 10 до 15 тыс. человек. Примерно то же число, бо́льшая часть которых была нетранспортабельна, эвакуировать не представлялось возможным, и в итоге было принято решение оставить их на милость победителя.

### Жертвы пожара
По мнению большинства исследователей, поджог Москвы главным образом был организован именно её губернатором Ф. В. Ростопчиным, и осуществлён выпущенными из тюрем каторжниками, руководимыми полицейскими чинами, с целью осложнить пребывание в ней неприятельской армии. Впрочем, не редко поджоги (в основном с целью грабежа) производили мародёры как из числа чинов Великой армии, так и русских, в том числе раненых, лишённых средств к существованию. По утверждению 15-й пехотной (итальянской) дивизии лейтенанта Ц. Ложье, на его глазах мародёрством занимались «солдаты всех европейских наций, не исключая и русских».
Больше всех от Московского пожара пострадали именно тяжело раненые русские, которые не могли самостоятельно выбираться из горящих зданий. Во время пожара многие из них сбрасывались с окон и разбивались. По словам того же Ц. Ложье, самое ужасное из всех зрелищ был пожар больниц:
Только пламя охватило эти здания, как из открытых окон послышались страшные крики: несчастные двигались как призраки, и после томительных, мучительных колебаний бросались из них.
Режиссёр французской труппы в Москве А. Домерг вспоминал, что
Как только огонь охватил здания, где были скучены раненые, послышались раздирающие душу крики, восходящие как бы из громадной печи. Вскоре затем несчастные показались в окнах и на лестницах, напрасно силясь освободить своё полу сгоревшее тело от огня, который их обгонял. Силы им изменяли; задыхаясь от дыма, они не могли уже более ни двигаться, ни кричать; только руки их ещё шевелились, показывая отчаяние, до тех пор, пока, наконец, охваченные пламенем, несчастные умирали в страшных мучениях.
5 (17) сентября в 20-м бюллетене Наполеон объявил, что в Москве сгорело 30 тыс. раненых и больных русских. Однако, в 23-м бюллетене от 27 сентября (9 октября) он объявил, что часть их «с большим трудом» удалось вытащить из горящих зданий, при этом указывая, что «число погибших чрезвычайно значительно». Там же он отметил, что в госпиталях осталось около 4 тыс. человек. По словам бывшего в то время гвардейской конной артиллерии капитана Ж. Шамбре, от пожара и голода погибло более 10 тыс. русских раненых. То же число приводил и Л. Ложье. Польский историк М. Кукель писал, что от огня погибло от 8 до 10 тыс. человек (его версию также поддержал современный польский историк Р. Ковальчик, не исключая, что могло погибнуть и больше). А. Тьер, указывая, что в Москве было оставлено до 15 тыс. раненных, то же число привёл и в отношении сгоревших при пожаре, акцентируя внимание на том, что «эти несчастные погибли, но не от наших рук!». То же число, относительно сгоревших, приводили и французские историки Э. Лависса и А. Рамбо. По словам главного хирурга Старой гвардии Л.-В. Ланьо, в пожаре погибли все русские раненые, оставленные в домах и больницах.
Известно, что в Кудринском Вдовьем доме из 1500 человек — 800, «имевшие хотя малые силы», сумели выбраться, а до 700 русских раненых сгорели, «оные по слабости сил не могли избежать своей гибели». Из Спасских казарм (главное здание и 4 боковых каменных корпуса), в которых находилось до 5 тыс. раненых, сгорели 4 боковых корпуса. Архитектор В. А. Бакарев, которому в то время было 12 лет, в дальнейшем писал, что
Многие из оставшихся в Москве жителей уверяли, что когда горели Спасские казармы, то изнутри их они слышали раздирающие душу крик и стон, от которых у них волосы становились дыбом.
Пожар не затронул Главный военный госпиталь; Александровское и Екатерининское училища; Запасный дворец; Воспитательный дом; Голицынскую, Екатерининскую, Мариинскую (для бедных), Павловскую (для бедных), Преображенскую и Университетскую больницы. В Куракинской богадельне и Странноприимном (Шереметьевском) доме начинавшийся было пожар был благополучно потушен. О Головинском дворце ничего неизвестно.

### Положение русских раненых и отношение к ним оккупационной армии
Положение многих русских раненых и больных в оккупированной Москве было крайне тяжёлым. По сообщению И. А. Тутолмина, в Екатерининском и Александровском училищах они были оставлены «без пищи, без присмотру, и даже мёртвые тела не похоронены». Главный генерал-интендант Великой армии дивизионный генерал М. Дюма, осматривая тот госпиталь, в котором к тому времени находилось около 250 русских больных солдат и детей кантонистов, 7 (19) сентября записал, что он рассчитан на 2 тыс. больных, и, что в нём обнаружили лекарств для обслуживания 3 тыс. больных на 4 месяца. Тогда же все лекарства по распоряжению Наполеона были вывезены в Кремль.
В целом французское командование предпринимало меры по обеспечению продовольствием и медицинской помощью не только своих раненых и больных, доставленных в Москву, но и русских. Так, к примеру, в Голицынской больнице к уже осмотренным русским раненным был приставлен старший хирург 12-го конно-егерского полка Бёфис, а некоторые из них были прооперированы самим главным хирургом Великой армии Ж. Д. Ларреем. Также уход за ними в той больнице осуществлял и главный хирург 5-го (польского) армейского корпуса Л. Лафонтен. Начальник штаба 16-й пехотной (польской) дивизии полковник Я. Вейссенгоф вспоминал, что когда его с тяжёлым ранением вместе с другими поместили в Голицынскую больницу, то там они застали много тяжело раненых русских офицеров, которые «приняли нас с радостью, как залог безопасности против злоупотреблений победоносного войска». В Голицынской больнице 30 тяжело раненных русских офицеров были размещены вместе с французскими офицерами.
Брат 17-летнего раненого под Бородино прапорщика Авраама Норова — Василий в письме своему отцу о нём писал:
Братец пролил кровь свою за Отечество и попал в руки неприятеля. Но сам братец пишет, что ему и всем раненым нашим офицерам весьма хорошо, доктора искусные и рана его заживает. — Он потерял только кисть ноги: сперва оторвало только ему носок, но отрезав повыше, его тем спасли. <…> Генерал Ермолов и все офицеры гвард[ейской] артиллерии, получа от него письмо через франц[узского] парламентера и узнав, что ему нужда была в деньгах, послали ему значительную сумму червонцев.В. С. Норов — С. А. Норову. 1812 — 10 ͤ Октября на поле при реке Наре.
Однако, бо́льшее внимание было уделено офицерам. Нижним же чинам в этом плане повезло меньше. Так, по сообщению врача А. Ф. Нордгофа («московского немца»), в некоем Императорском военном госпитале (l’hôpital militaire imperial), предназначенном французской администрацией исключительно для русских раненых, было «напихано» их 7 тыс. человек. Так как самим французам не хватало хирургов, медикаментов и продовольствия, русские «без всякой помощи боролись с болью, голодом и жаждой». По его словам, те, кто мог хоть как-то передвигаться, «с трудом тащились в поля и сады и собирали там столько картофеля и овощей, сколько позволяли им их силы; но они могли прокормить только себя и шестую часть своих товарищей». Тела умерших сбрасывали с окон. Через некоторое время, когда уже около половины раненых умерло, к ним были приставлены три хирурга, у которых, кроме прочего, отсутствовали бинты. В конечном итоге в тех условиях смогли выжить лишь около 500 человек.
По свидетельству князя П. А. Волконского, находившегося в то время в оккупированной Москве в числе раненых, из Петропавловской, Екатерининской, Голицынской и Куракинской больниц неприятель выгнал всех русских больных и разместил там своих. При этом, по его словам, солдаты Великой армии во время грабежа
…добрались до лежащих российских раненых солдат, <…> сняв обувь и рубашки, обобравши у них тряпки и куски хлеба, выгнали всех не могущих уже идти; которые были тяжело ранены, побросали во рвы, где они и погибли, а других сожгли.
О подобном свидетельствует и французский эмигрант Ф. Ж. д’Изарн, писавший, что «в Воспитательном доме французы бросали русских раненых в колодец, где те и умирали».
По воспоминаниям фузилёр-гренадера императорской гвардии сержанта А. Бургоня, в ночь на 5 (17) сентября в поисках по городу провианта, он с солдатами в доме некоего каретника наткнулся на группу русских раненых солдат из 17 человек, лежащих на соломенных тюфяках. Среди них многие были азиаты, а также 5 канониров гвардии с раздробленными ногами. Они просили не убивать их. Французы, увидев, что они ранены, оказали им помощь и подали воды, так как те, по словам Бургоня, «были не в силах принести себе напиться, так тяжки были их раны; по той же причине они лишены были возможности вредить нам». Когда же через некоторое время французы увидели, что дом каретника загорелся, то они тут же вернулись в него и перетащили раненых в сарай. По данному эпизоду Бургонь заключил, — «Вот всё, что мы могли для них сделать».

### Этапирование русских раненых в числе пленных

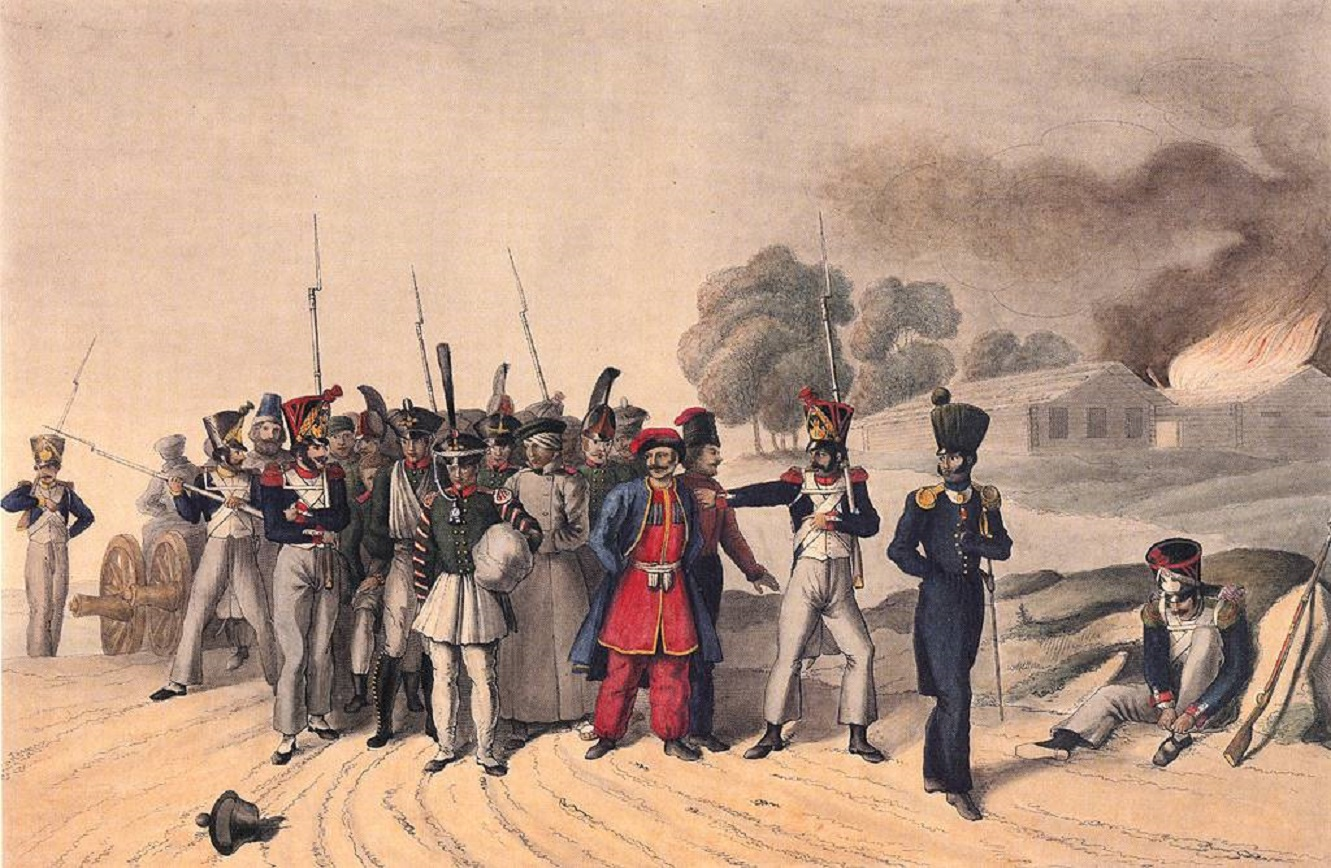
Русские военнопленные в 1812 году.

В период оккупации, более-менее выздоровевшие и в состоянии самостоятельно передвигаться русские раненые и больные пополнили ряды пленных и были этапированы в неприятельский тыл. Так, к примеру, 4 (16) октября, когда в Москве относительно здоровых русских пленных оставалось 571 человек, Наполеон велел довести их число до 1200 за счёт тех, кто наиболее подлечился в госпиталях. Бо́льшая их часть в дальнейшем погибла в дороге.
Роковым для этапируемых русских пленных, среди которых значительное число составляли раненые и больные, стал письменный приказ Наполеона, согласно которому
Каждый русский пленный, который из-за болезни, потери сил, или по иному злому умыслу остановится на марше и не сможет продолжить путь <…> должен быть расстрелян на месте!
Личную ответственность за исполнение того приказа нёс старший офицер конвоя. Ввиду непреодолимого голода значительное число пленных на марше теряли силы и были расстреляны. По словам 2-го вестфальского батальона лёгкой пехоты капитана Линсингена, конвоировавшего пленных, — «они дюжинами падали от изнеможения». Фурьер 8-го Вестфальского полка Г. Ляйфельс вспоминал, как под Гжатском «во время марша некоторые грызли давно испорченные лошадиные ноги, другие — кости. Один из этих несчастных держал в руке солому и торопливыми движениями выискивал колосья, которые глотал; другие грызли подхваченную древесину». Бригадный генерал Ж. Т. Россетти писал, что «те, кто не хотел погибнуть», — даже ели мясо своих павших товарищей.
Зачастую при расстреле пленных конвоиры проявляли бесцеремонную жестокость. Под Гжатском Г. Ляйфельс стал свидетелем, как конвоируемые их солдаты вестфальской гвардии расстреливали пленных без всякой причины. По его словам
Эти негодяи попросту пристреливали шедших сзади русских так быстро, как только могли перезаряжать ружья! Несчастные русские сбились как овцы, и последние сталкивали передних с дороги.
Многие чины Великой армии, будучи свидетелями казни русских пленных, крайне негативно воспринимали это. При их упрёках конвойные ссылались на приказ Наполеона. Многие, не без основания, предрекали неминуемую месть со стороны русских. Так, бывший в то время адъютантом при дивизионном генерале Ж. Мутоне капитан Б. Кастелян, указывая на жестокость, с которой конвой из 2-го Португальского полка расправлялся с конвоируемыми, говорил, — «боюсь, что такое варварское поведение вызовет по отношению к нам ужасную месть». Гессен-дармштадтского 1-го батальона Лейб-полка пешей гвардии капитан Ф. Рёдер отмечал, что «русские этим получали право на такое же возмездие; теперь они могут делать с нашими пленниками то же самое».

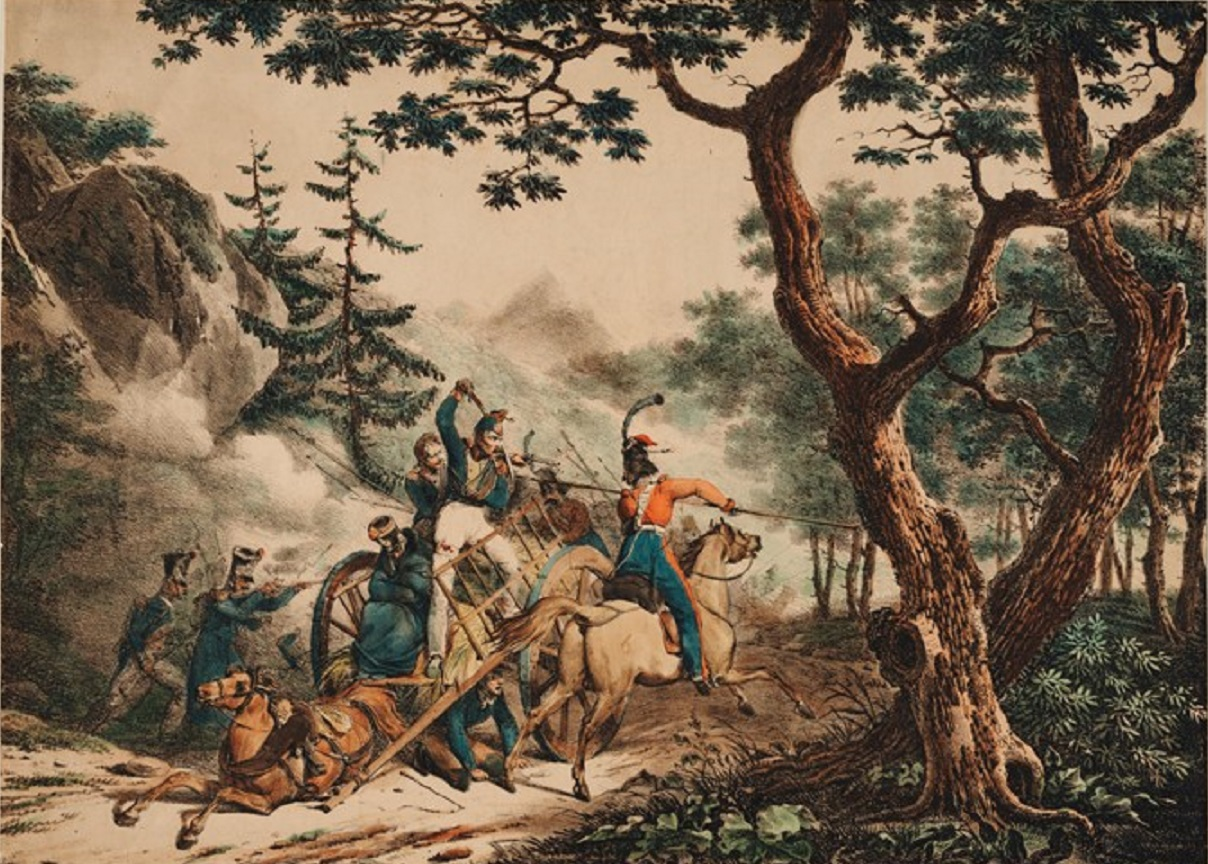
Казаки атакуют французских солдат в лесу.

Приказ Наполеона о расстреле пленных, которые не в состоянии передвигаться самостоятельно, резко активировал действие русских частей и партизанских отрядов против коммуникаций Великой армии. Уже тогда в 1812 году в журнале «Сын отечества» было опубликовано письмо некоего смоленского помещика, который писал, что «дорогой от Москвы слабых без пищи пристрелено 611 человек и в том числе 4 офицера». Кроме нападений на колонны с военнопленными с целью их освобождения, и на прочий транспорт, налётам стали подвергаться и обозы с раненными Великой армии.
Во время её отступления императорская колонна шла по пути, по которому ранее двигалась колонна из 2 тыс. русских пленных, конвоируемых из Москвы испанцами, португальцами и поляками. Бывший в то время 1-го гвардейского лёгкоконного полка капитан Ю. Б. Залуский вспоминал, как они «с ужасом смотрели на окровавленную дорогу и трупы русских солдат, только что убитых: это были пленные». Бригадный генерал граф В. К. Красинский обратился к начальнику эскорта португальскому полковнику с упрёком за его «жестокое варварство, которое ничем не оправдано». Ответ последнего последовал в грубой форме, после чего В. К. Красинский лично направился в штаб императора доложить о чрезмерно жестоком и варварском обращении с пленными.
В зависимости от характера, по словам Л.-Ф. Сегюра, — в штабе одни выражали одобрение, другие негодование, а кто-то проявлял полнейшее равнодушие. Бывший на тот момент генерал-губернатором оккупированной Смоленской губернии генерал-полковник драгун Л. Бараге д’Илье оправдывал ту меру тем, что если оставлять обессиленных лежать, то они могут в дальнейшем спастись и передать своим слабые места на этапных пунктах и т. п. Противник того метода начальник штаба 3-й дивизии тяжёлой кавалерии бригадный генерал Ж. Э. Бартье намекал гренадерам, чтобы те под покровом ночи позволяли пленным бежать. Обер-шталмейстер Наполеона А.-О.-Л. Коленкур по этому поводу открыто выразил своё возмущение, заявив:

«Что за бесчеловечная жестокость! Так вот та цивилизация, которую мы несли в Россию! Какое впечатление произведёт на неприятеля это варварство? Разве мы не оставляем ему своих раненых и множество пленников? Разве некому будет жестоко мстить?»
Сам Наполеон на это ничего не ответил, но на следующий день расстрелы прекратились.

## В освобождённой Москве

### Оставшиеся русские раненые
Подсчитать, сколько на момент освобождения Москвы в ней оставалось русских раненых и больных от первоначального числа оставленных в ней, не представляется возможным, так как, без учёта умерших, погибших от пожара, убитых и уведённых в качестве военнопленных, — часть раненых выздоровела и смогла покинуть Москву самостоятельно, часть присоединилась к мародёрам и грабителям, более 800 человек из которых по состоянию на 15 (27) октября была задержана уже российскими властями.
Что касается госпитальных раненых и больных, то сведения по ним в разных источниках несколько разнятся. 15 (27) октября генерал-майор И. Д. Иловайский рапортовал, что в Главном военном госпитале оставалось 4 обер-офицера и 646 нижних чинов. Вышедших из плена и скрывавшихся в разных частях Москвы около 700 нижних чинов и 18 офицеров большею частью были помещены в Странноприимном доме графа Шереметева. 18 (30) октября московский обер-полицмейстер генерал-майор П. А. Ивашкин доносил министру полиции генералу от инфантерии С. К. Вязмитинову, что «неприятель оставил здесь весьма великое множество раненых и больных нижних чинов, как подданных Всемилостивейшего государя нашего, так и своих». Согласно донесению исполнявшего тогда должность московского коменданта Г. Г. Спиридова Ф. В. Ростопчину (не позднее 25 октября [6 ноября]): в Военном госпитале находилось — 1462; в больницах Голицынской — 38; в Шереметевской — 510; в Екатерининской — 147 и в Александровской — 400 раненых и больных. Итого: 2584 человека.
По словам Ж. Д. Ларрея
Я оставил с русскими ранеными нескольких французских хирургов, которые давно уже жили в городе и просили меня об этом, думая оказать услуги раненым и заслужить благоволение русского правительства.

### Оставленные в Москве раненые отступающей Великой армии
В начале октября, планируя отступление и намереваясь при этом сохранить свободу выбора операционной линии, Наполеон решил начать эвакуацию раненых из Москвы, Рузы, Можайска, Колоцкого монастыря, Гжатска и Вязьмы в Смоленск. 23 сентября (5 октября) генерал-интендант М. Дюма указал, что на эвакуацию потребуется 45 дней, однако Наполеон приказал завершить её к 3 (15) октября, то есть за 10 дней. От перехваченного курьера о планах эвакуации стало известно и русскому командованию.
В целом эвакуация раненых и больных проходила очень медленно из-за недостатки транспортных средств. Большинство их в дальнейшем при транспортировке погибли или были взяты в плен. Л.-Ф. Сегюр приводил случай, как маркитанты, вёзшие «награбленное в Москве добро», намеренно отстали от колонны и сбросили всех доверенных им раненых в овраг. Из них выжил только один, который был подобран следовавшей мимо каретой и сообщил о произошедшем.
В 25-м бюллетене Великой армии от 13 (25) октября Наполеон заверил, что «все больные, которые находились в госпиталях Москвы, эвакуированы 15, 16, 17 и 18-го в Можайск и Смоленск». Однако в действительности, многих раненых Великой армии пришлось оставить в Москве. По словам Л.-В. Ланьо, на их эвакуацию попросту не было времени. Гражданский губернатор оккупированной Москвы Ж . Б . Лессепс перед уходом из неё просил И. А. Тутолмина принять на своё попечение оставляемых в Воспитательном доме 1132 французских раненых и больных (по сообщению Л.-Ф. Сегюра — 1200 человек; по воспоминаниям остававшегося в том доме 12-го полка конных егерей капитана Т. Ж. Обри, их было около 2000 человек), в числе которых 8 офицеров. Они были размещены вперемешку с русскими ранеными, что должно было служить для первых защитой. Также с ними были оставлены французские хирурги.
Однако больные и раненые Великой армии оставались не только в Воспитательном доме. Так, А. И. Татищев в своём рапорте от 14 (26) ноября на имя военного министра генерала от инфантерии А. И. Горчакова писал, что в Московском военном госпитале среди русских находится 487 «военнопленных французов». По утверждению аббата А. Сюрюга, «рассчитывая на великодушие своих врагов», в Голицынской больнице и Воспитательном доме было оставлено более 2 тысяч раненых французов.
По воспоминаниям находившегося в то время в Голицынской больнице прапорщика А. С. Норова, 7 (19) октября около полудня к ним в палату в халатах и на костылях вошла «целая процессия» находившихся в том же госпитале раненых и больных Великой армии. Один из них обратился к русским
Господа, до сих пор вы были нашими пленниками, скоро мы будем вашими. Вы верно не будете, господа, жаловаться на то каким образом за вами ухаживали; позвольте надеяться на то же и с вашей стороны.
Русские заверили французов, что, разумеется, они сделают всё, чтобы им не был причинён какой-нибудь вред.
Когда в Москву вошли донские казаки генерал-майора В. Д. Иловайского, французы, оставленные в Голицынской больнице, передали свои ценности и деньги на сохранение русским раненым, которые разместили всё это у себя под тюфяками и подушками. При появлении казаков в той больнице, русские раненые уговорили их не трогать французов, так как, за время нахождения у них в плену «они нас лечили и сберегли, что за это нельзя уже их обижать, …лежачего не бьют». Когда в ту больницу прибыли сотник и штаб-офицер для составления списка пленных, и последний «успокоил в их судьбе», то при нём русские раненые возвратили французам все их вещи и деньги.
Несколько иначе обстояло дело в других местах. После выхода Великой армии из Москвы на французов начали нападать вошедшие в неё казаки и вооружённые трофейным оружием крестьяне, которых французы накануне выхода из Москвы заманили в неё, обещая «отпустить им соли», но вместо этого отняли у них лошадей. Оставленный охранять больных и раненых в Воспитательном доме заместитель директора военного обоза Ж. Газо писал, что русские перебили в городе до 2 тыс. французских раненых. По словам Т. Ж. Обри, как только арьергард маршала Э. А. Мортье покинул Москву, некоторые жители, крестьяне и казаки принялись истреблять остававшихся ещё в домах французов и сбрасывать их в Москву-реку. По его словам,
Это была разнузданная чернь. Но мы все имели оружие и открыли огонь через окна. Мы имели во главе, со шпагами в руках, трёх русских раненых генералов, с которыми мы обращались очень хорошо, и вскоре место нашего убежища стало неприступным. Наконец, когда прибыли русские регулярные войска, были установлены посты, и нас не тронули.
По словам Ж. Газо, опасаясь за участь находившихся в Воспитательном доме около 2 тыс. раненых и больных Великой армии, он собрал до 600 выздоравливающих и раздал им оружие. По его словам, «русские нападали на нас три раза, и три раза мы отгоняли их. Наше сопротивление заслужило нам уважение даже в глазах врага». Прибывший туда генерал-майор А. Х. Бенкендорф предложил французам сложить оружие, пообещав «щадить госпитальное население». Последние сложили оружие, и только 30 солдат не пожелали сдаваться и были изрублены казаками на глазах у своих сослуживцев. Сам генерал-майор А. Х. Бенкендорф по этому поводу в своём письме от 14 (26) октября генерал-майору М. С. Воронцову писал, что около 3 тыс. французов «взбунтовались; они разоружены и накормлены».
Есть свидетельства, что к Воспитательному дому крестьянами был направлен отряд черноморских казаков, указывая, что там находятся французы. Вход в ворота богадельни им преградил И. А. Тутолмин в окружении небольшого числа безоружного медперсонала, заявивший, что они войдут туда, только «переступив через его труп». Прибывший на то место с отрядом донских казаков и гусар генерал-лейтенант Л. Л. Беннигсен выгнал оттуда казаков и крестьян, «собственной рукой раздавая им удары кнутом», и оставил свой эскадрон для охраны учреждения. По сообщению И. А. Тутолмина, — 11 (23) октября вечером с гусарским полком прибыл генерал-майор А. Х. Бенкендорф, который установил в Воспитательном доме караулы и оказывал ему «всевозможное пособие».
По сообщению военного министра Наполеона I маршала Франции А.-Ж.-Г. Кларка, активным «спасителем» 1500 раненых французов выступил находившийся в Воспитательном доме раненый в руку капитан гвардии Кривцов. По его словам
г. Кривцов, слушаясь только голоса гуманности, сначала заставил французов признать себя военнопленными, а затем с неслыханными усилиями сумел вырвать их у судьбы, которая им угрожала.
26 декабря М. И. Кутузовым было отдано распоряжение об использовании пленных медиков для лечения раненых и больных неприятельской армии. Тем из них, кто изъявил желание работать в госпиталях, в зависимости от их чина были назначены денежные оклады.